# Kadipaten (onderdistrict Tasikmalaya)
Kadipaten is een onderdistrict (kecamatan) van het regentschap Tasikmalaya in de provincie West-Java, Indonesië.

## Verdere onderverdeling
Het onderdistrict Kadipaten is verdeeld in 6 kelurahan weergegeven met hun populaties bij de volkstelling van 2010:
- Buniasih
- Cibahayu
- Dirgahayu
- Kadipaten
- Mekarsari
- Pamoyanan